# La Patrona (telenovela)
La Patrona es una telenovela producida por Argos Comunicación para Telemundo. Es una adaptación de Valentina Párraga de la telenovela venezolana La dueña. Se estreno por Telemundo el 8 de enero de 2013 en sustitución de Corazón valiente, y finalizó el 9 de julio del mismo año siendo reemplazado por Marido en alquiler.
Esta protagonizada por Aracely Arámbula y Jorge Luis Pila, junto con Christian Bach como la villana principal.
La Patrona se encuentra disponible en streaming en una versión remasterizada de 19 episodios, desde diciembre de 2020 a través de la plataforma Peacock.

## Trama
Gabriela Suárez es la única mujer que trabaja en la mina de oro que le da vida y nombre al pueblo de San Pedro del Oro. Gabriela es la hija del Tigre Suárez, el minero más experimentado del lugar, pero, por ser madre soltera y mujer, sufre las burlas y abusos de algunos de los mineros. Su carácter fuerte la hace rebelarse contra esos a abusos.
Cuando tenía dieciséis años, Gabriela era amiga y se relacionaba con Fernando, el hijo menor de Antonia Guerra, La Patrona, para los habitantes de San Pedro del Oro, la mujer más poderosa y temida del pueblo. Gabriela no quiso aceptar una relación con Fernando Beltrán y este, encapuchado, la violó. Gabriela no supo decir quién era su violador aunque en el fondo siempre lo sospechó. Luego descubrió que estaba embarazada de esa violación y se fue a otro pueblo a casa de una tía. En complicidad con ésta y con su madre, allí tuvo a su hijo David. Cuando regresó a San Pedro, después de dos años, dijo que el padre de su hijo era alguien que la había engañado, dejándola embarazada y se había desaparecido.
Su hijo David sufre en la escuela de las burlas y abusos de los hijos de los mineros por la condición de su madre. Gabriela vive luchando contra eso y contra su propio hijo que le reprocha que trabaje en la mina con los hombres.
El amigo y protector de Gabriela y su padre, el dueño mayoritario de la mina fallece. La mayoría de las acciones pasan a ser propiedad de su esposa, Antonia Guerra, que pronto sabemos es quién ha provocado su muerte, como la de su anterior esposo, para apoderarse de la mayoría de las acciones de la mina.
La Patrona, como llaman a Antonia, es una mujer bella temible y voluntariosa, que envía a buscar a su hijo mayor Alejandro Beltrán, guapo y rico, para que se ocupe de la mina. Este es un soltero empedernido que no le gusta estar cerca de su madre y su hermano, pero que acepta enfrentar momentáneamente la dirección de la mina para evitar que se hunda en manos de su hermano Fernando, alcohólico e inútil.
El encuentro de Alejandro con Gabriela va a ser una sucesión de enfrentamientos y atracción que terminara en el surgimiento de un romance que choca con los planes de varios personajes que se van a oponer a esa relación, principalmente Antonia Guerra e Irene Montemar.
El Tigre Suárez trata de demostrarles a todos que la mina está secándose y que se hace muy peligrosa. Antonia Guerra y Aníbal Villegas por su parte tratan de atraer a unos inversionistas y la posición del Tigre les estorba. El Tigre encuentra en una cueva una veta de oro riquísima. Esas tierras son propiedad de él y de Gabriela producto de una herencia.
El lugar es conocido como La barranca del Chamuco y es un lugar donde, según la leyenda, se aparece el diablo. El Tigre ha acumulado en la cueva una gran cantidad de oro y logra decirle a Gabriela que él esconde un tesoro, pero ella no le cree.
Antonia Guerra y sus cómplices, por la ambición del oro, e Irene Montemar por robarle a Gabriela el amor de Alejandro, conspiraran para destruirla a ella y al Tigre. Enterados que el padre descubrió oro lo torturaran hasta asesinarlo, sin lograr que entregue su secreto.
A Gabriela intentarán asesinarla en una explosión de la que ésta se escapa por casualidad, pero donde perecen varios mineros y Fernando, el hijo preferido, de Antonia. El odio de La Patrona que culpa a Gabriela de la muerte de su preferido es feroz, aunque Antonia es la verdadera culpable. Gabriela será acusada de haber asesinado a los mineros a los que había amenazado públicamente por burlarse de su hijo. 
Alejandro la apoya en el juicio, sin embargo, los cómplices de Antonia testifican en su contra de haber provocado la explosión, por lo que es declarada culpable, pero será encerrada en un manicomio que manejan Aníbal y Antonia pues Gertrudis Aguirre, psiquiatra y directora de este lugar, declara (falsamente) ante el juez que Gabriela sufre de esquizofrenia. Allí abusarán de ella y la torturarán. Antonia, al descubrir por Irene que David es hijo de Fernando, decide atraer a su nieto y ponerlo en contra de su madre llenándolo de regalos y de una vida de niño rico.
Pero en el manicomio Gabriela conoce a Constanza, la exesposa de Aníbal Villegas y madre de su hijo Ricardo, el fiscal de su causa. Constanza está confinada allí por Aníbal para apoderarse de su fortuna. Y también conoce a Lucho Vampa, un pícaro y simpático estafador, un hombre guapo, encantador y de muchos recursos, que se ha fingido loco en la prisión, para luego, ya en el manicomio, escaparse y lograr su libertad. Lucho se enamorará perdidamente de Gabriela y se convertirá en su consejero y amigo y en un posible triángulo con Alejandro. 
Gabriela pasará varios años en aquel encierro antes que en un intento de fuga logren escaparse y a Gabriela la den por muerta en el incendio que mató a varios de los recluidos allí. Durante ese tiempo Alejandro se ha casado con Irene, aunque no ha podido olvidar a Gabriela. David se ha convertido en el nieto preferido y malcriado de Antonia Guerra. Gabriela recupera el tesoro de su padre y se marcha con Vampa y Constanza al extranjero, donde esta última recibe una incalculable suma de dinero, herencia de su tío fallecido. Allí Gabriela se transforma en una mujer elegante, educada, exquisita y a la vez irreconocible para aquellos que conocieron a la minera ruda y violenta.
Inmensamente rica y bella, Gabriela regresa al pueblo convirtiendo su aparición en un acontecimiento social. Derrochando dinero y lujos, Gabriela deja a todos boquiabiertos y rendidos a sus encantos, y empieza a llevar a cabo su venganza que ha planificado con Vampa y Constanza. Ayudada por Gastón, el periodista del pueblo que también ha sido víctima de Aníbal y sus secuaces, va poniendo en la picota pública a sus enemigos. Uno por uno sus enemigos que están en una lista van cayendo: presos, locos o muertos.
A Gabriela le entrarán las dudas sobre Alejandro y el papel que este jugó en su destrucción y la muerte de su padre. Enfrentará el conflicto de recuperar el amor de su hijo y de aceptar a Alejandro, pero para eso tiene que desenmascarar a su principal enemiga, Antonia Guerra y convertirse ella en La Patrona.

## Elenco
- Aracely Arámbula como Gabriela Suárez / Verónica Dantés «La Patrona»
  - Regina Pavón interpretó a Gabriela de joven
- Jorge Luis Pila como Alejandro Beltrán Guerra
- Christian Bach como Antonia Guerra «La Patrona»
- Erika de la Rosa como Irene Montemar Godínez
- Alexandra de la Mora como Patricia Montemar Godínez
- Gonzalo García Vivanco como Luis «Lucho» Vampa
- Christian de la Campa como Alberto Espino
- Aldo Gallardo como Ricardo Villegas Goldstein
- Joaquín Garrido como Aníbal Villegas
- Diego Soldano como Rodrigo Balmaceda «Mano de hierro»
- Kenia Gazcón como Prudencia Godínez de Montemar
- Carlos Torres Torrija como Julio Montemar
- Geraldine Zinat como Francisca Mogollón de Suárez
- Marú Bravo como Poncia Jiménez
- Surya MacGregor como Constanza Goldstein de Villegas
- Mario Loría como Gastón Goicochea
- Irineo Álvarez como Ramón Izquierdo
- Francisco «Pakey» Vázquez como Macario Gaitán
- Tomás Goros como Ramiro «Lagarto» Chacón
- Manola Díez como Lucecita
- Alisa Vélez como Julia Montemar Godínez de Beltrán
- Manuel Balbi como Fernando Beltrán Guerra
  - Patricio Sebastián interpretó a Fernando de niño
- Javier Díaz Dueñas como Tomás «El Tigre» Suárez
- Bárbara Singer como Valentina Vidal San Martín
  - Andrea Bentley interpretó a Valentina de niña
- Martín Barba como David Beltrán Suárez
  - Patricio Sebastián interpretó a David de niño
- Ennio Ricciardi como Maximiliano «Max» Suárez Mogollón
  - Emilio Caballero interpretó a Maximiliano de niño
- Anilú Pardo como Gertrudis Aguirre
- Gina Vargas como Cecilia Jiménez
- Mauricio Garza como Lucas Guillén
  - Adrián Herrera interpretó a Lucas de niño
- Fabián Peña como Marcos Beltrán
- Marco Zetina como Marcelo Vidal
- Ángel Chehin como Manuel Zapata
- Ianis Guerrero como Minero Chávez
- Franco Gala como Pascual Duarte
- Aline Marrero como Inocencia Mercado
- Iñaki Goci como Leonardo Guillén
- Aurora Gil como Romina Romero
- Rocío Canseco como Milagros
- Rami Martínez como Casanova
- Alejandra Álvarez como Lucía Beltrán Montemar
- Francisco Calvillo como Braulio Cifuentes
- Eric Ramírez como Teniente González
- Sharon Zundel como Inés Mendoza
- Palmeira Cruz como Eugenia Toledo Palacios / Nayely Sánchez
- Claudia Marín como Azucena Barrios «La madame»
- Ricardo Gaya como La Comadreja Pérez
- Claudio Guevara como Jorge Lucinci
- Alexander Holtmann como Arthur Kelley

## Premios y nominaciones

### Premios Tu Mundo 2013
| Categoría               | Nominado(s)                        | Resultado |
| ----------------------- | ---------------------------------- | --------- |
| Novela del año          | La Patrona                         | Ganadora  |
| Protagonista favorita   | Aracely Arámbula                   | Ganadora  |
| Protagonista favorito   | Jorge Luis Pila                    | Nominado  |
| La mala más buena       | Christian Bach                     | Ganadora  |
| El malo más bueno       | Christian de la Campa              | Nominado  |
| El malo más bueno       | Tomás Goros                        | Nominado  |
| Mejor actriz de reparto | Alexandra de la Mora               | Nominada  |
| Mejor actor de reparto  | Gonzalo García Vivanco             | Ganador   |
| Mejor actor de reparto  | Diego Soldano                      | Nominado  |
| La pareja perfecta      | Aracely Arámbula y Jorge Luis Pila | Ganadores |
| La pareja perfecta      | Christian Bach y Diego Soldano     | Nominados |
| Primera actriz          | Christian Bach                     | Ganadora  |
| Primera actriz          | Surya Macgrégor                    | Nominada  |
| Primer actor            | Javier Díaz Dueñas                 | Nominado  |

### Premios People en Español 2013
| Categoría               | Nominado(s)                        | Resultado |
| ----------------------- | ---------------------------------- | --------- |
| Telenovela del año      | Telenovela del año                 | Nominada  |
| Mejor actriz            | Aracely Arámbula                   | Nominada  |
| Mejor actor             | Jorge Luis Pila                    | Nominado  |
| Mejor villana           | Christian Bach                     | Nominada  |
| Mejor villano           | Joaquín Garrido                    | Nominado  |
| Mejor actriz secundaria | Erika de la Rosa                   | Nominada  |
| Pareja del año          | Aracely Arámbula y Jorge Luis Pila | Nominados |

### Premios Emmy Internacional 2014
| Categoría | Nominado(s) | Resultado | Programa estelar estadounidense en lengua no inglesa | La Patrona | Nominada |

## Versiones
- En Venezuela fue hecha por el canal VTV: La dueña, la primera versión de la telenovela en 1984, protagonizada por Amanda Gutiérrez y Daniel Alvarado.
- En Puerto Rico el canal Telemundo PR realizó una adaptación en el 2006, titulada Dueña y señora, protagonizada por Karla Monroig y Ángel Viera.
- En Portugal, Santa Bárbara es la adaptación portuguesa de La Patrona, que se estrenó el 28 de septiembre de 2015 por TVI, y protagonizada por Benedita Pereira y Albano Jerónimo.[7]
- En México la cadena mexicana Televisa hace una versión en el 2023 bajo el título Minas de pasión, producida por Pedro Ortiz de Pinedo y Liliana Cuesta Aguirre protagonizada por Livia Brito, Anette Michel y Osvaldo de León.